# Wagon pocztowy

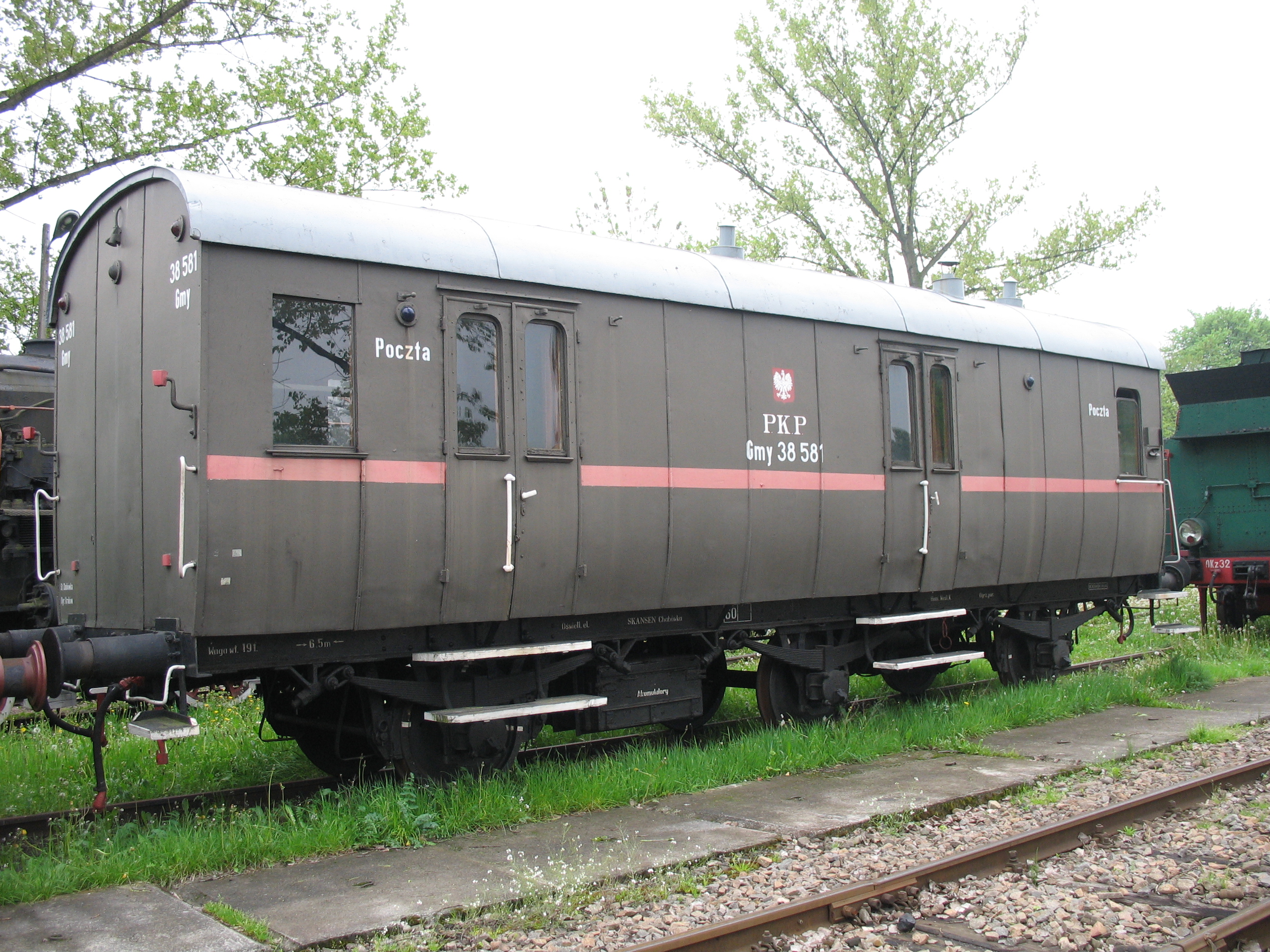
Eksponat skansenu taboru kolejowego w Chabówce

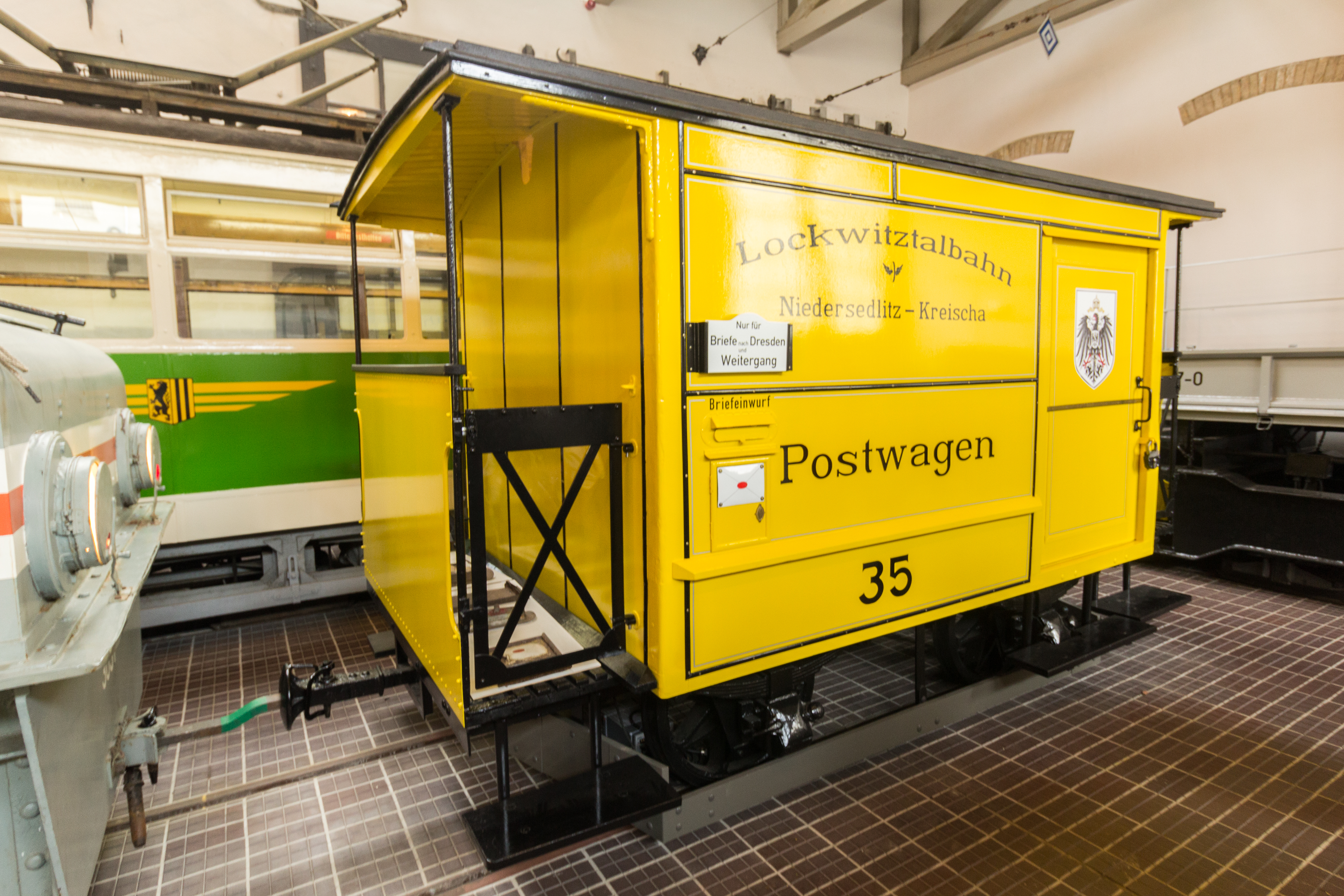
Tramwajowy wagon pocztowy

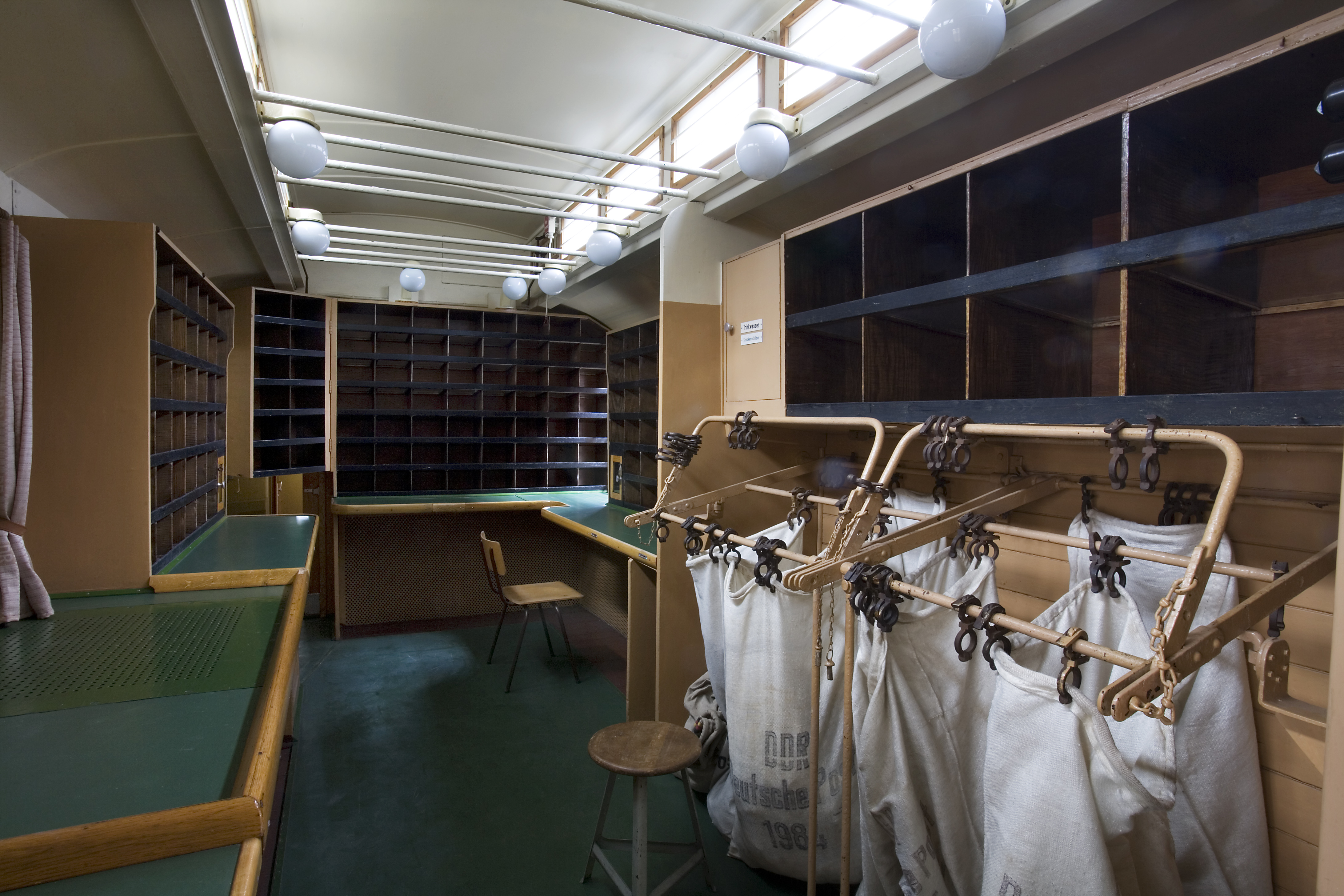
Wnętrze wagonu pocztowego

Wagon pocztowy – pojazd nietrakcyjny przeznaczony do przewozu przesyłek pocztowych, przewidziany do włączenia do składu stałego lub zmiennego, przeznaczonego do przewozu pasażerów. Wagon taki może posiadać kabinę maszynisty i wówczas nosi nazwę wagonu pocztowego sterowniczego.
Pierwsze wagony pocztowe wprowadzono do użytku w 1838 r. Niedługo potem wprowadzono sortowanie listów w wagonach, czyniąc z nich ruchome urzędy pocztowe.
Dzięki specjalnym konstrukcjom umieszczanym w skrajni toru i odpowiednim wysięgnikom montowanym na wagonach, możliwe stało się zabieranie worków z pocztą także na stacjach, na których pociąg nie miał rozkładowego postoju. Rozwiązanie to nie było stosowane w Polsce.
Przemiany w sposobach przesyłania poczty i budowa wielkich urzędów pocztowych i sortowni listów, spowodowały zanik działalności ruchomych urzędów pocztowych. Ostatnie wagony pocztowe służyły jedynie jako środek transportu przesyłek.
PKP nie posiada wagonów pocztowych, używane w Polsce wagony pocztowe należały do Poczty Polskiej. Dawniej wagony pocztowe kursowały w wielu pociągach, obecnie z powodów finansowych (przewóz poczty samochodami jest bardziej opłacalny z punktu widzenia przedsiębiorstwa) nie kursuje żaden. W kursujących wagonach można było nadać list, oznaczany wówczas specjalnym stemplem z relacją pociągu. Nadal istnieje jednak możliwość nadania przesyłki konduktorskiej.
Ostatnie wagony pocztowe kursowały na trasie pociągu d. „Przemyślanin” relacji Świnoujście/Szczecin Główny – Przemyśl Główny i z powrotem. Wagon był włączany do składu pociągu tylko na odcinku Szczecin Główny – Kraków Płaszów i z powrotem. Jego stacją macierzystą był Szczecin Główny. Ostatni kurs tego wagonu odbył się 29 maja 2011 w relacji Kraków Płaszów – Szczecin Główny.

W 2025r. gruntownie wyremontowano wagon pocztowy serii Gmhx z 1930r. ze zbiorów Skansenu Taboru Kolejowego w Chabówce.

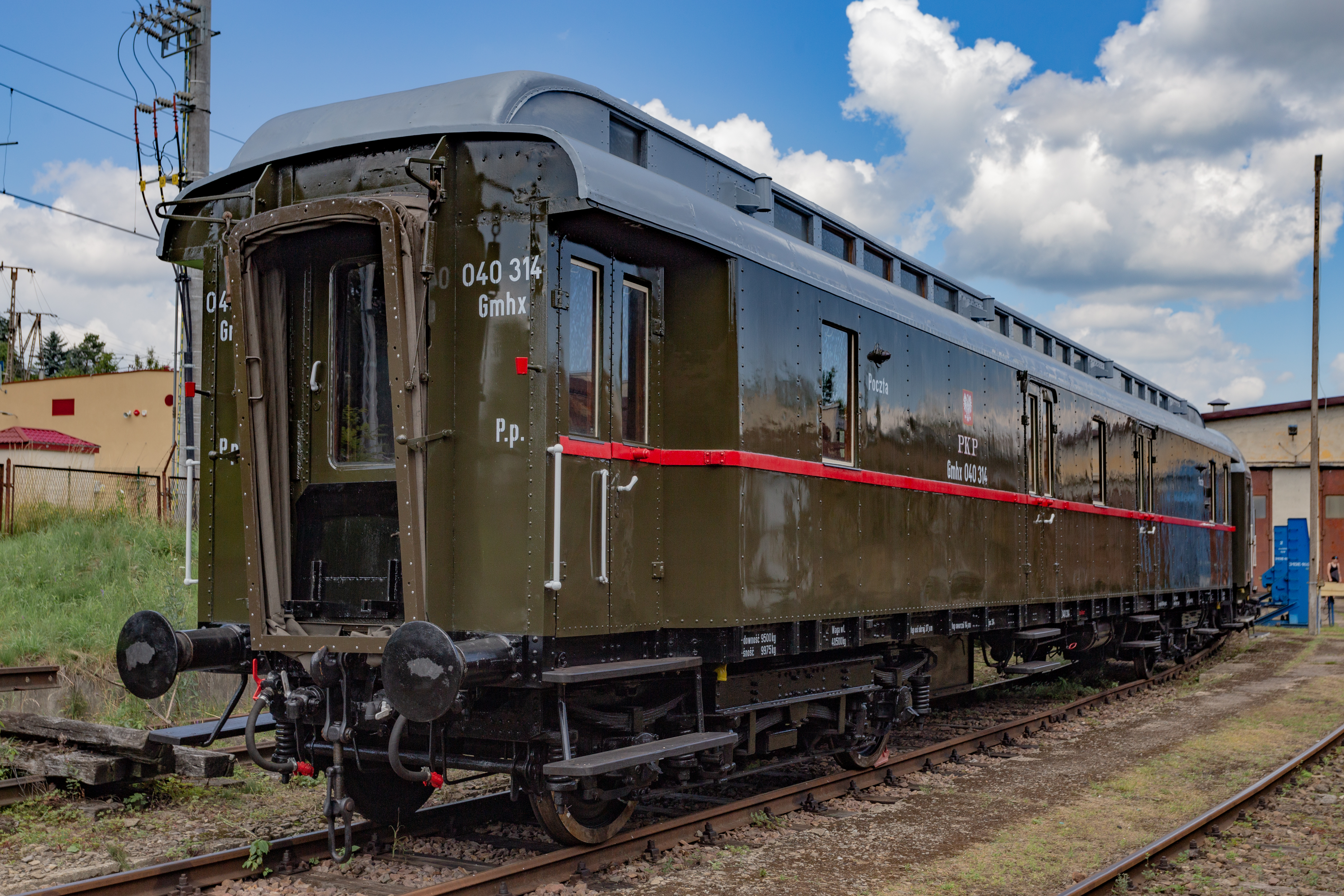
Skansen Taboru Kolejowego w Chabówce, wagon pocztowy serii Gmhx 5 (2025), widok na przejście międzywagonowe
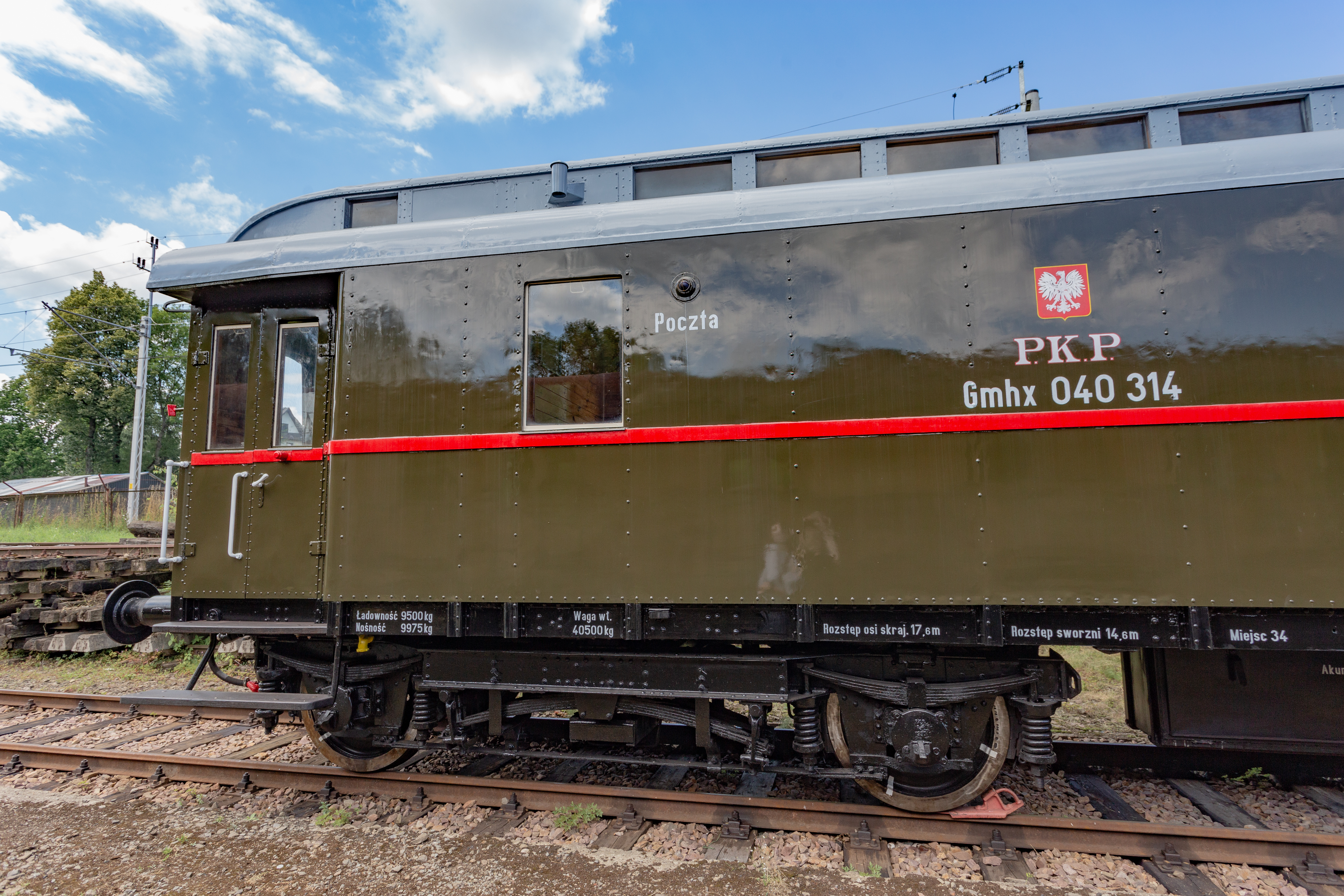
Skansen Taboru Kolejowego w Chabówce, wagon pocztowy serii Gmhx 5 (2025), widok na bok wagonu i oznaczenia
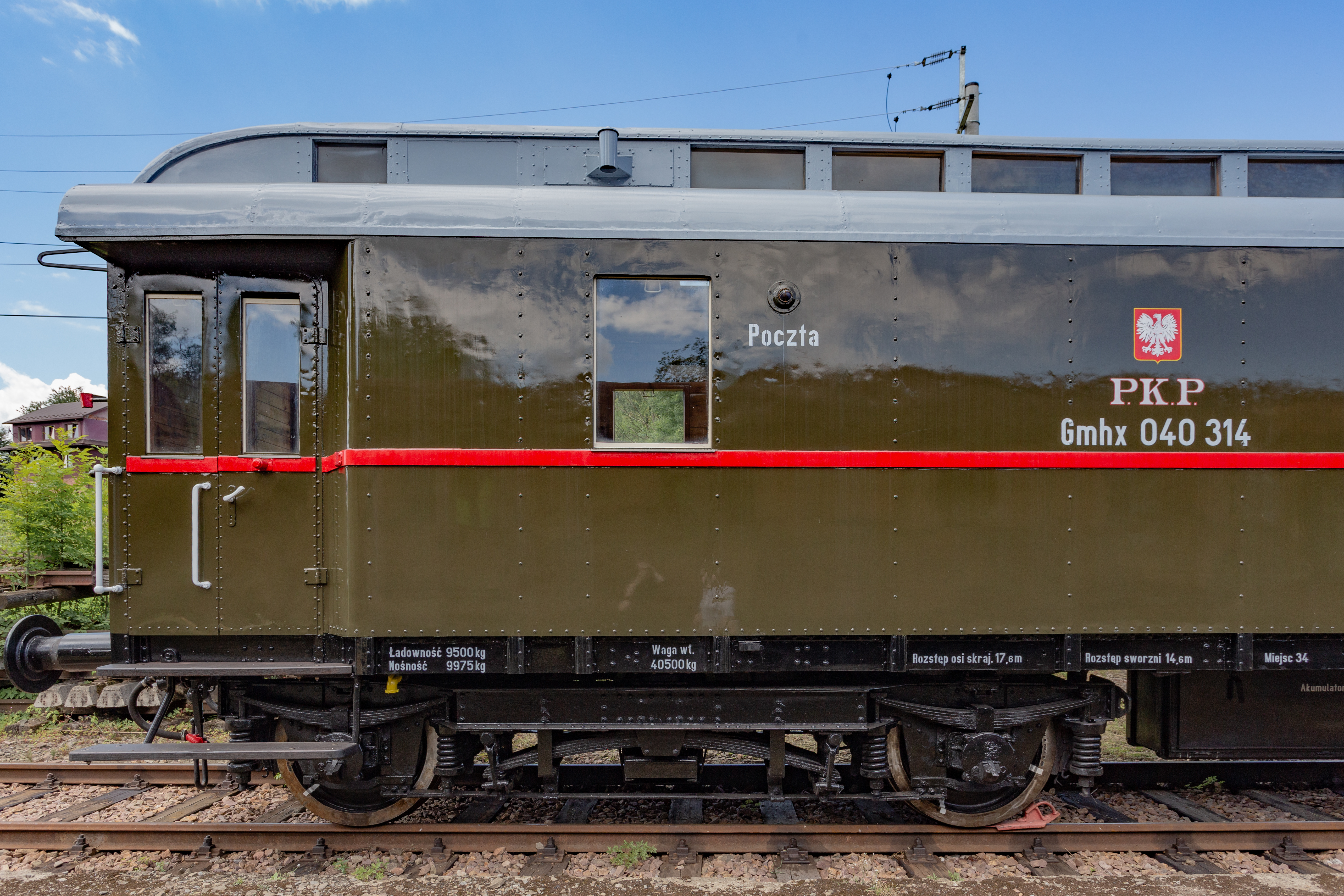
Skansen Taboru Kolejowego w Chabówce, wagon pocztowy serii Gmhx 5 (2025), widok na bok wagonu i oznaczenia
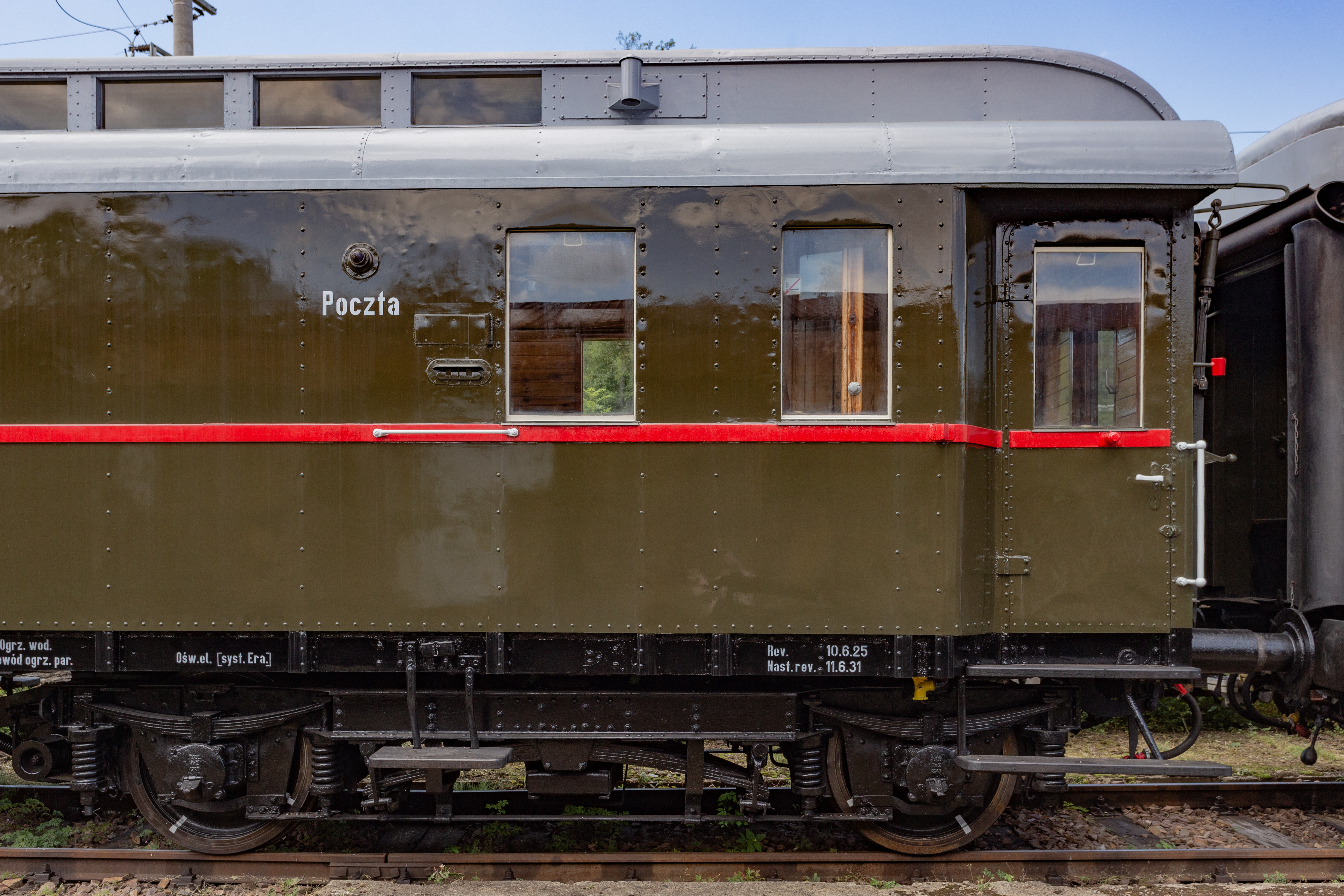
Skansen Taboru Kolejowego w Chabówce, wagon pocztowy serii Gmhx 5 (2025), widok na bok wagonu
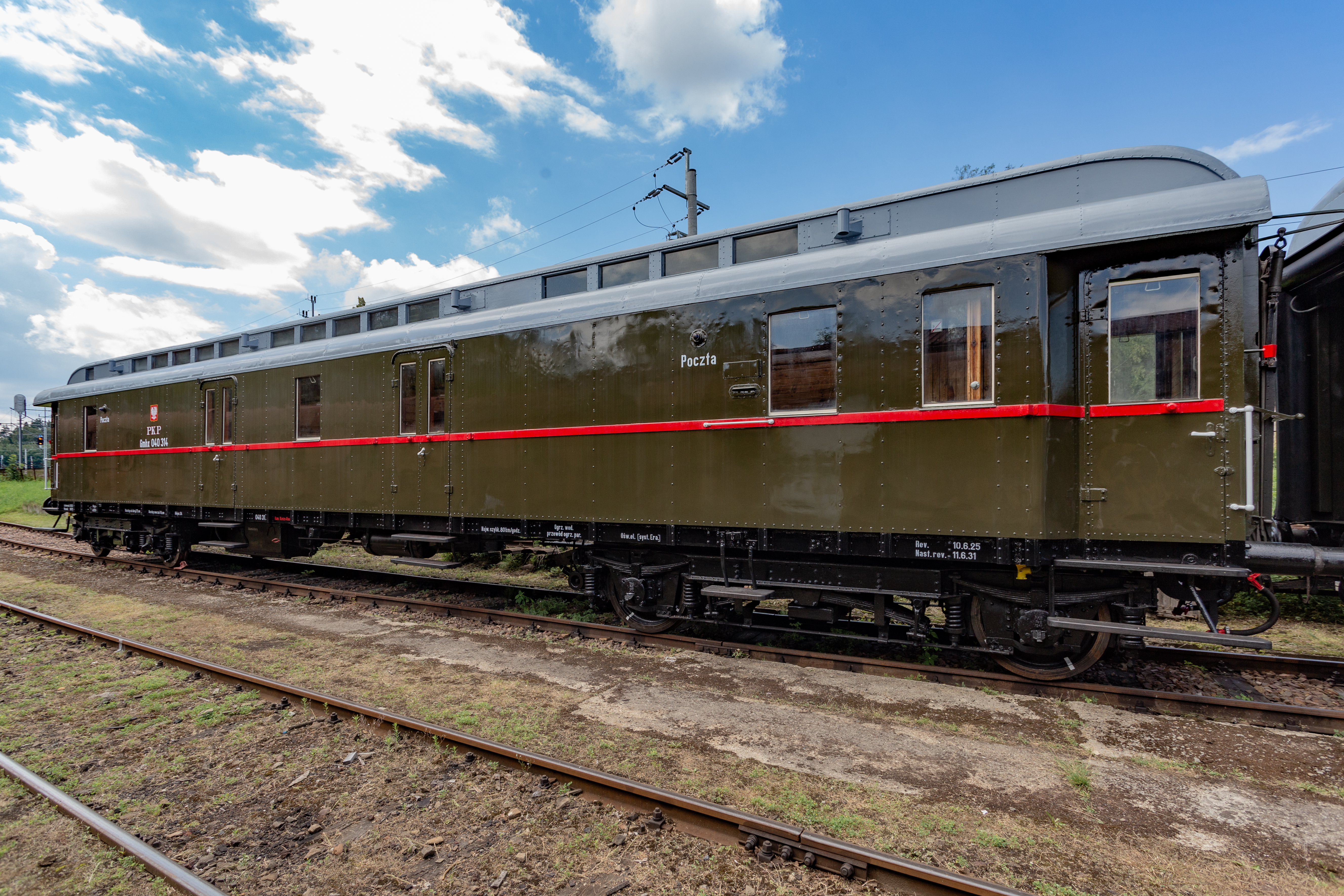
Skansen Taboru Kolejowego w Chabówce, wagon pocztowy serii Gmhx 5 (2025), widok na całość wagonu